# Graminorthezia tillandsiae
Graminorthezia tillandsiae är en insektsart som först beskrevs av Morrison 1925.  Graminorthezia tillandsiae ingår i släktet Graminorthezia och familjen vaxsköldlöss. Inga underarter finns listade i Catalogue of Life.